# H. H. Scott
 (février 2024).
La mise en forme du texte ne suit pas les recommandations de Wikipédia : il faut le « wikifier ».
Les points d'amélioration suivants sont les cas les plus fréquents. Le détail des points à revoir est peut-être précisé sur la page de discussion.
- Les titres sont pré-formatés par le logiciel. Ils ne sont ni en capitales, ni en gras.
- Le texte ne doit pas être écrit en capitales (les noms de famille non plus), ni en gras, ni en italique, ni en « petit »…
- Le gras n'est utilisé que pour surligner le titre de l'article dans l'introduction, une seule fois.
- L'italique est rarement utilisé : mots en langue étrangère, titres d'œuvres, noms de bateaux, etc.
- Les citations ne sont pas en italique mais en corps de texte normal. Elles sont entourées par des guillemets français : « et ».
- Les listes à puces sont à éviter, des paragraphes rédigés étant largement préférés. Les tableaux sont à réserver à la présentation de données structurées (résultats, etc.).
- Les appels de note de bas de page (petits chiffres en exposant, introduits par l'outil «  Source ») sont à placer entre la fin de phrase et le point final[comme ça].
- Les liens internes (vers d'autres articles de Wikipédia) sont à choisir avec parcimonie. Créez des liens vers des articles approfondissant le sujet. Les termes génériques sans rapport avec le sujet sont à éviter, ainsi que les répétitions de liens vers un même terme.
- Les liens externes sont à placer uniquement dans une section « Liens externes », à la fin de l'article. Ces liens sont à choisir avec parcimonie suivant les règles définies. Si un lien sert de source à l'article, son insertion dans le texte est à faire par les notes de bas de page.
- La présentation des références doit suivre les conventions bibliographiques. Il est recommandé d'utiliser les modèles {{Ouvrage}}, {{Chapitre}}, {{Article}}, {{Lien web}} et/ou {{Bibliographie}}. Le mode d'édition visuel peut mettre en forme automatiquement les références.
- Insérer une infobox (cadre d'informations à droite) n'est pas obligatoire pour parachever la mise en page.

Pour une aide détaillée, merci de consulter Aide:Wikification.
Si vous pensez que ces points ont été résolus, vous pouvez retirer ce bandeau et améliorer la mise en forme d'un autre article.
HH Scott, Inc. était un important fabricant d'équipements hi-fi aux États-Unis. Elle a été fondée en 1947 par Hermon Hosmer Scott à Cambridge (Massachusetts) et a déménagé dans la ville voisine de Maynard en 1957.

## Histoire
HH Scott a vendu certains des premiers tuners et récepteurs multiplex stéréo FM, certaines unités étant vendues en kits. La concurrence de l'entreprise comprenait des marques comme Fisher, Marantz, McIntosh et Harman Kardon. Le modèle 350 de 1961 a été le premier tuner multiplex stéréo FM vendu aux États-Unis. HH Scott a participé aux premiers tests de multiplex stéréo avec la station de radio WCRB à Boston, l'une des trois premières stations FM américaines à diffuser en stéréo multiplex.
La société a été pionnière en matière de suppression du bruit, de circuits de sortie à tubes, d'amplificateurs hifi mono et stéréo, de tuners, de multiplex FM, de récepteurs à transistors, de sections RF FET et de sections FI de circuits intégrés.
La division Instrument de Scott fabriquait des instruments de mesure et d'analyse sonores de précision destinés à une utilisation en laboratoire.
"Manquant du capital nécessaire pour poursuivre ses activités, Scott a mis fin à sa production en octobre 1972. En novembre 1972, plusieurs créanciers de Scott ont déposé une requête en faillite involontaire en vertu du chapitre X de la Loi sur la faillite, et Scott a déposé une requête en réorganisation en vertu du chapitre XI de la Loi sur la faillite. " la loi sur la faillite. Le même mois, Eastern Air Devices a levé son option d'acquérir la société. En janvier 1973, cependant, la société Scott a été acquise par SYMA International, Bruxelles, Belgique, le titulaire de la licence européenne de Scott. " "La production à Maynard a repris en février 1973." Réfutant en outre l'idée répandue selon laquelle EAD a acquis Scott, il y a une lettre au rédacteur en chef d'Audio mag, octobre 1975, par M. Susskind, prés. EAD.
Selon la nécrologie du New York Times, Hermon Scott a pris sa retraite en 1972. Selon la notice nécrologique de l'Audio Eng Society, le directeur technique Daniel Von Recklinghausen a été nommé consultant chez Electro Audio Dynamics (anciennement Eastern Air Devices) en 1973.
Entre la fin de 1975 et la fin de 1976, les opérations de l'entreprise ont été transférées de Maynard à Woburn.
En 1977, les amplificateurs Scott fabriqués aux États-Unis étaient vendus en Suisse et étaient accompagnés d'une étonnante (pour l'époque) garantie de 3 ans. Cela a été certifié par une carte de garantie en plastique en forme de carte de crédit, ce qui était vraiment unique à l'époque.
En 1985, la marque est rachetée par Emerson Electronics,.

## EH Scott
"EH Scott Radio Laboratories" est parfois confondu avec HH Scott. EH Scott a été fondée en 1925 par Ernest H. Scott, résident de Chicago. La devise de l'entreprise était « Les belles choses sont toujours faites à la main ». La société a publié des nouvelles de ses derniers développements dans le mensuel The Scott News de 1929 à 1946. La société était également connue sous le nom de Scott Radio Laboratories et a connu de nombreux changements de propriétaire jusqu'à sa fusion éventuelle avec John Meck dans les années 1950. Connue pour ses récepteurs radio élaborés et de haute qualité, l'entreprise n'avait aucun lien avec HH Scott. Au cours des années suivantes, HH Scott a intenté une action en justice mettant fin à l'utilisation du nom de "Scott Radio Laboratories",,,,.

## Galerie

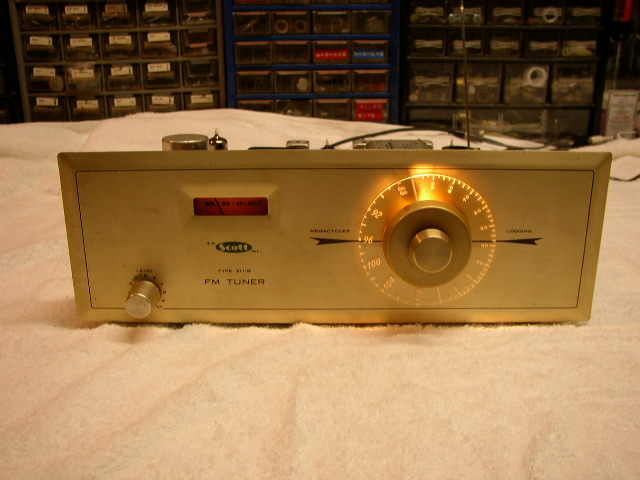
Tuner FM mono modèle 311-B de 1956
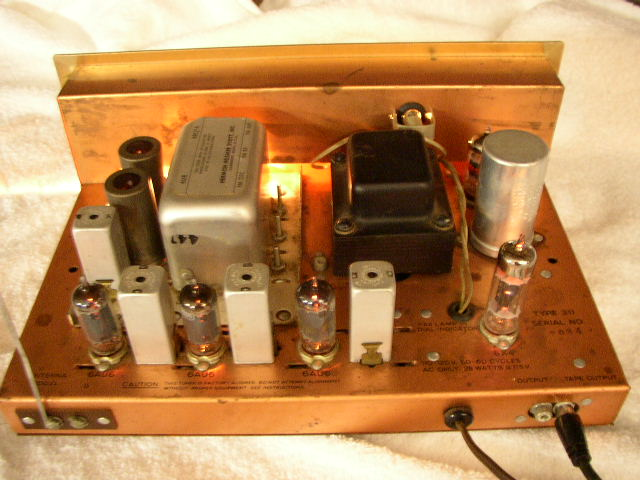
1956 Modèle 311-B Vue de dessus des tubes
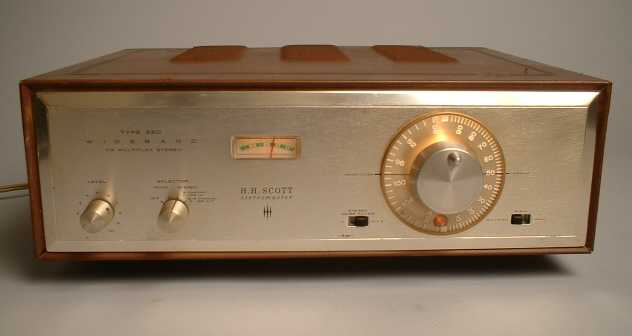
Tuner à tube stéréo multiplex FM modèle 350A de 1961 - Le premier tuner stéréo multiplex FM sur le marché américain
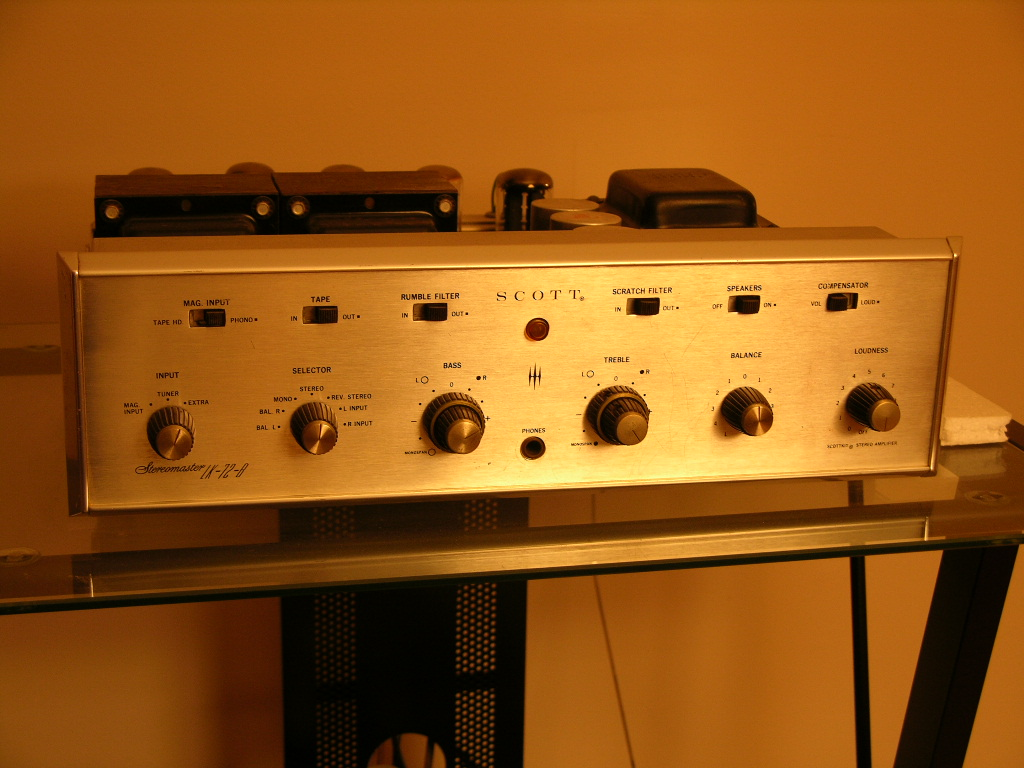
Amplificateur intégré à tube stéréo de 80 watts, modèle LK-72 B de 1964, vendu en kit
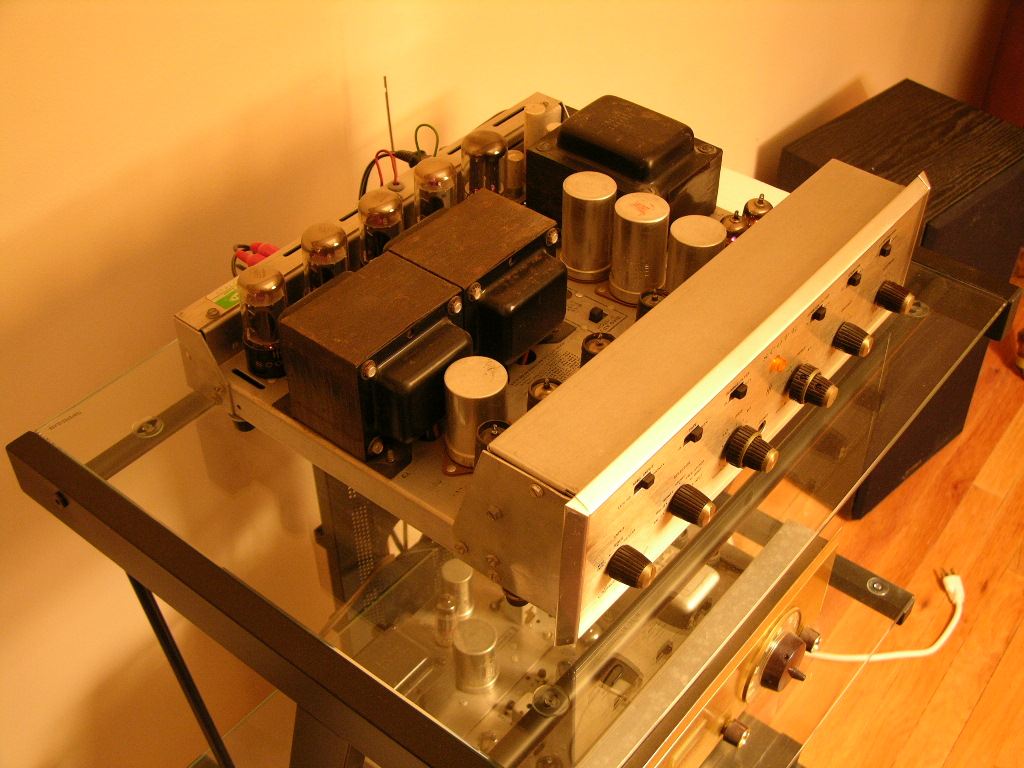
TOP VIEW 1964 Modèle LK-72 B Amplificateur intégré à tube stéréo 80 watts
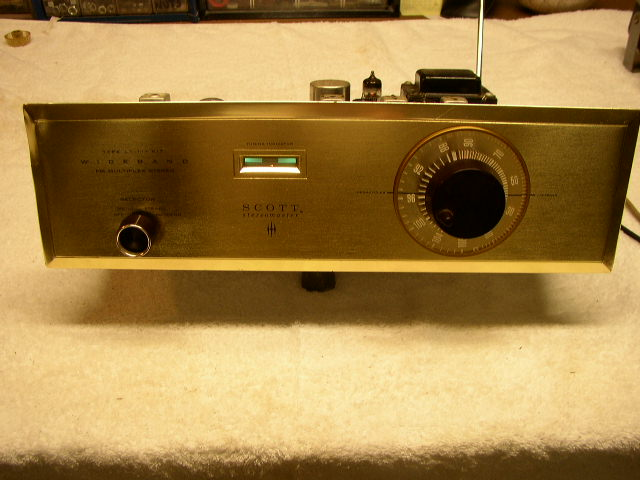
Rare kit de tubes stéréo FM HH Scott LT-111 Tuner utilisant des tubes Compactron c. 1965
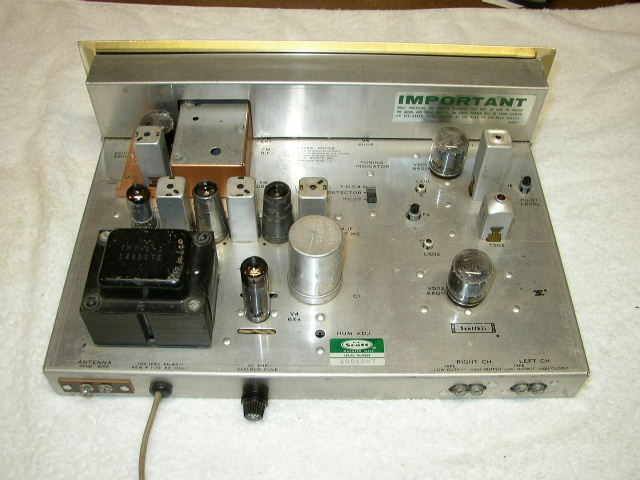
Vue supérieure du châssis du LT-111
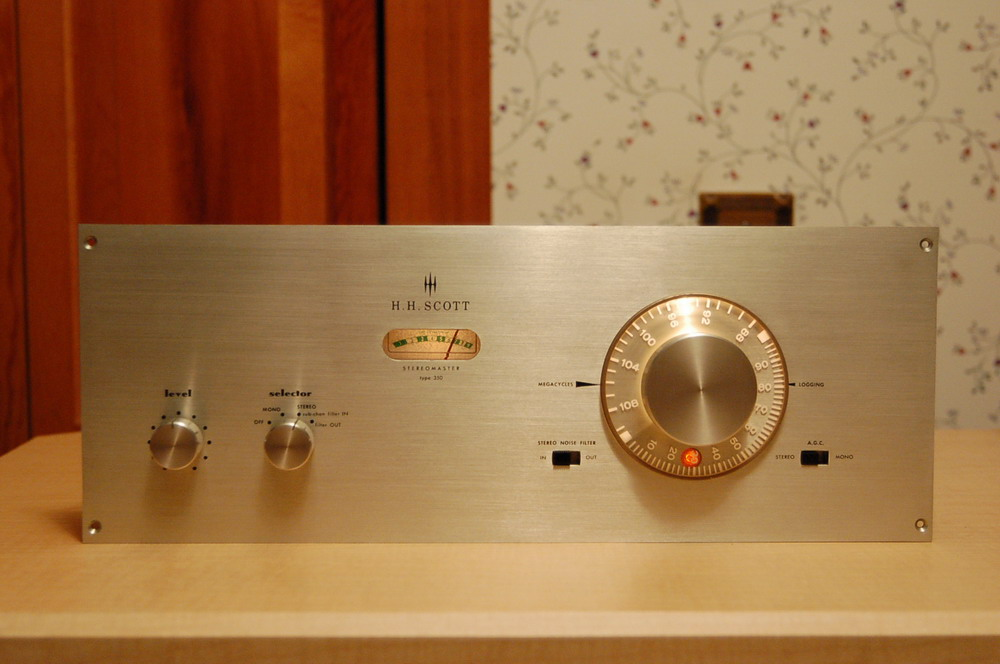
Rare tuner multiplex FM à tube HH Scott modèle 350 avec plaque frontale Marantz installé par le concessionnaire.
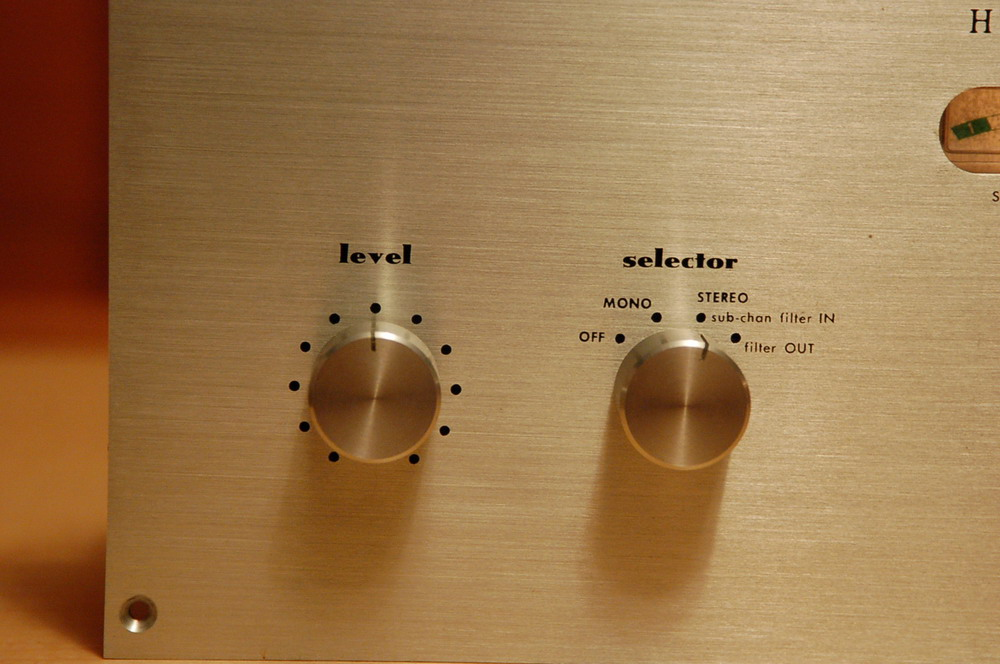
Rare tuner multiplex FM à tube HH Scott modèle 350 (vue des polices Marantz) avec plaque frontale Marantz installé par le concessionnaire.